# 美因河畔奥芬巴赫
美因河畔奥芬巴赫（德語：Offenbach am Main，發音：[ˈɔfn̩bax ʔam ˈmaɪn] ⓘ）是德国黑森州达姆施塔特行政区的非县辖城市，曾是奥芬巴赫县的县治，位于美因河左岸，与美因河畔法兰克福隔河相望，面积44.88平方千米，2023年12月31日人口为135,490人，是黑森州第五大城市。
奥芬巴赫最初是一个胡格諾派城镇，后来发展成为一个工业中心，尤其以皮革工业而闻名。
奥芬巴赫是外籍人口比例最高的德国城市。2015年12月，奥芬巴赫非德国国籍居民占总人口的37%。奥芬巴赫市的平均年龄为40.7岁，是德国所有县市中最低的。

## 歷史
該城的最早記載為中世紀時代的770年，當時是在神聖羅馬帝國奧托二世的統治下。此後一直到文藝復興，城市曾多次易主。後來於1564年遭受大火破壞，至1578年重建完成。1816年落在黑森-達姆施塔特的手中。十九世紀末成為德意志帝國一部分。
由於鄰近法蘭克福，該城的商業活動數百年來一直非常發達，經常舉辦貿易展覽，亦有大量公司設立辦事處。同時又衍生出皮革工業。

## 經濟
美因河畔奥芬巴赫因皮革产品而闻名，每年在此举行数次全球皮革产品会展。直至1970年代，該城主要以機械工業和皮革製造為主，同時還是印刷中心。

## 友好城市
美因河畔奥芬巴赫与以下城市结为友好城市：
- 法國 皮托（1955年）
- 盧森堡 阿尔泽特河畔埃施（1956年）
- 奥地利 默德灵（1956年）
- 比利时 圣希利斯（1956年）
- 英格兰 伦敦 塔村區（1956年）
- 塞爾維亞 泽蒙（1956年）
- 義大利 韋萊特里（1957年）
- 尼加拉瓜 里瓦斯（1986年）
- 日本 川越市（1983年）
- 俄羅斯 奧廖爾（1988年）
- 中国 扬州市（1997年）